# Episteme darocana
Episteme darocana is een vlinder uit de familie van de uilen (Noctuidae). De wetenschappelijke naam van de soort is, als Eusemia darocana, voor het eerst geldig gepubliceerd in 1894 door Druce.